# Stefan Holgersson
Stefan Holgersson, född 1967 i Norrköping, är en svensk polis, forskare och författare som sedan 2018 är professor vid Polishögskolan i Oslo.
Holgersson antogs 1992 vid Polishögskolan, efter att först tagit en kandidatexamen i systemvetenskap vid Linköpings universitet. Efter sex år i tjänst som polis blev han 1998 doktorand vid Linköpings universitet och knöts till Stockholmspolisens forsknings- och utvecklingsenhet. Han har även varit knuten till Växjö universitet.
Han disputerade 2005 vid  med avhandlingen Yrke: polis : yrkeskunskap, motivation, IT-system och andra förutsättningar för polisarbete. Avhandlingen fann att 5 till 20 procent av alla poliser utför 50 procent av alla ingripanden och att antalet insatser minskade i takt med antal år i tjänst samt att dålig organisation och glapp mellan ledning och yttre tjänst är de främst orsakerna till polisens ineffektivitet. En förenklad och omarbetat version av avhandlingen blev till kurslitteratur på polisutbildningen i Växjö, efter att först ha försökt stoppas av dåvarande rikspolischef Stefan Strömberg.
I mars 2007 uppmärksammades Holgerssons Kartläggning av svenska polisens narkotikabekämpning framtagen för Socialdepartementets kommitté Mobilisering mot narkotika. I rapporten fann Holgersson att polisen hade satt i system att förbättra statistiken genom att ta in ett fåtal kända narkomaner för kontroll, istället för att aktivt bekämpa narkotika och ta fast langare.
Tillsammans med Johannes Knutsson publicerade Holgersson rapporten Vad gör egentligen polisen? där det framgick att den svenska polisen endast spenderar en procent av sin tid på fotpatrullering. Detta trots att forskning visat att just fotpatrullering är den mest brottsförebyggande aktiviteten. Rapportens publicering försökte förhindras av Rikspolisstyrelsen, men blev istället publicerad i Norge.
Holgersson har pekat på ett strukturellt problem vid tjänstetillsättningar inom svenska polisen där det förekommer godtycke och vänskapsrekryteringar.
För sina kritiska undersökningar av svenska polisens arbete har Holgersson systematiskt motarbetats av bland annat rikspolisstyrelsen, Polismyndigheten i Stockholms län och Länspolisen i Östergötland.

## Författarskap

### Vetenskapliga artiklar och rapporter
- Förändringsbehov inom polisväsende. Forsknings- och utvecklingsenheten, Polismyndigheten i Stockholms län, 2000. Libris 10715125
- IT-system och filtrering av verksamhetskunskap : kvalitetsproblem vid analyser och beslutsfattande som bygger på uppgifter hämtade från polisens IT-system. Institutionen för datavetenskap, Linköpings universitet, 2001. 173 s. Libris 8394940
- Att köpa sig fri från böter och körkortsingripanden. Forsknings- och utvecklingsenheten, Polismyndigheten i Stockholms län, 2002. Libris 10715117
- Sättet att tolka och sprida information om gällande rätt inom polisen och behovet av praktikgenererad lagstiftning. Linköpings universitet, 2002. Libris 9064686
- Yrke: polis : yrkeskunskap, motivation, IT-system och andra förutsättningar för polisarbete. Institutionen för datavetenskap, Linköpings universitet, 2005. ISBN 91-85299-43-X, Libris 9882827). Omarbetad utgåva av GML reklam, 2005. ISBN 91-631-8046-4, Libris 10048351
- Kartläggning av svenska polisens narkotikabekämpning.  Mobilisering mot narkotika, 2007. 53 s. Libris 10479026
- Dialogpolis : erfarenheter, iakttagelser och möjligheter 2002-2007. Polisutbildningen, Växjö universitet, 2008. 89 s. Libris 10710817
- Individuelle arbeidsprestasjoner i uniformert politiarbeid, tillsammans med Johannes Knutsson. Politihøgskolen (Oslo, Norge), 2008. 47 s. ISBN 82-7808-059-3. Libris 11750580
- Polisens arbete mot narkotika. tillsammans med Johannes Knutsson. Rikspolisstyrelsen, 2011. 109 s. ISBN 978-91-89475-90-8. Libris 12294768
- Vad gör egentligen polisen? tillsammans med Johannes Knutsson, Institutionen för ekonomisk och industriell utveckling, Linköpings universitet, 2012. 109 s. Libris 13539954
- Går det att lita på Brå?: En studie om bias i myndighetsforskning tillsammans med Ossian Grahn och Malin Wieslander, Linköpings universitet, 2019. Libris p1p9rlqgmbz9w7g3
- Hur efterlever polisen offentlighetsprincipen? En studie av Polismyndighetens sätt att hantera begäran om allmän handling , Linköpings universitet, 2021. Libris gv8v7tnxd1lqqdxv
- Hur skyddar och stärker Polismyndigheten föreställningen om sin effektivitet? Exempel från olika verksamhetsområden, tillsammans med Johanna Westman, Linköpings universitet, 2021. Libris 4j1d9lzw2pd2k8hd

### Böcker
- 2007 - Yrke: Polis (Eget förlag)
- 2014 - Polisen bakom kulisserna (Eget förlag)